# Masein (Suisse)
Pour les articles homonymes, voir Masein.
Masein est une commune suisse du canton des Grisons, située dans la région de Viamala.